# Кукавица
Кукавица (торлашки), диалектно от Куковица, е планина в Южна Сърбия, Поморавие. Намира се на територията на Ябланишкия и Пчински окръг (Вранско). На запад е ограничена от планините отделящи Косово поле от Моравско, посредством реката Ветерница. Част от Родопските планини на Балканите.
Северно от Кукавица е Лесковац, а южно - Враня. Северно от Враня в подножието на планината се намира Марково кале. Долината на Голема река разделя масива ѝ на две - северен (пуст) и южен. Най-високата ѝ част между двата ѝ дяла е заета от венец от върхове – Влайна (1442 m), Вальовска чука (1207 m), Тумба (1192 m), Фурниште (1370 m), Тиква (1405 m), Безименен (1327 m), Буковска чука (1386 m) и Орлова чука (1306 m). Двата ѝ върха в южната ѝ част – Облик (1310 m) и Грот (1327 m), често са вземани за самостоятелен планински масив.
Кукавица е покрита с гори - основно букови. Разполага с богати пасища. Планината е вододайна.